# Skorpionsschwanz
Skorpionsschwanz (Scorpiurus) ist eine Pflanzengattung in der Unterfamilie der Schmetterlingsblütler (Faboideae) innerhalb der Familie der Hülsenfrüchtler (Fabaceae).

## Beschreibung

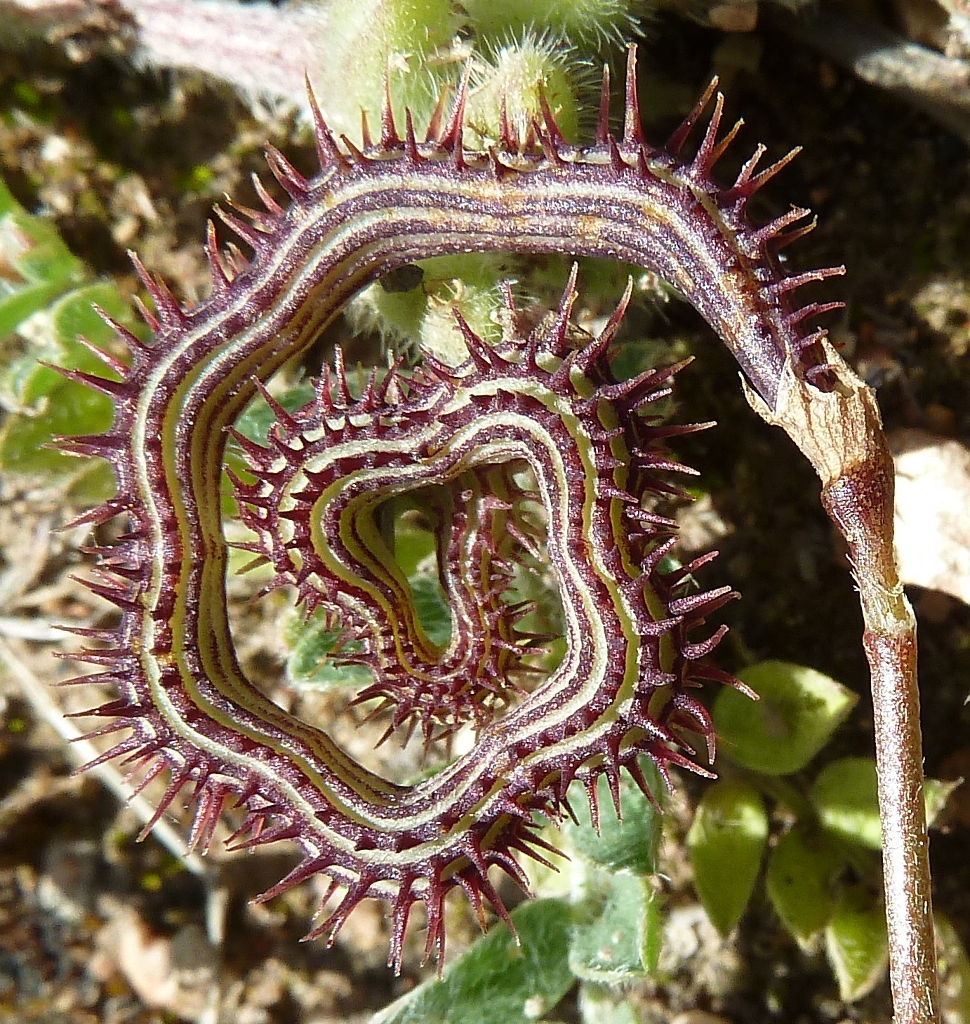
Hülsenfrucht des Stacheligen Skorpionsschwanzes (Scorpiurus muricatus)

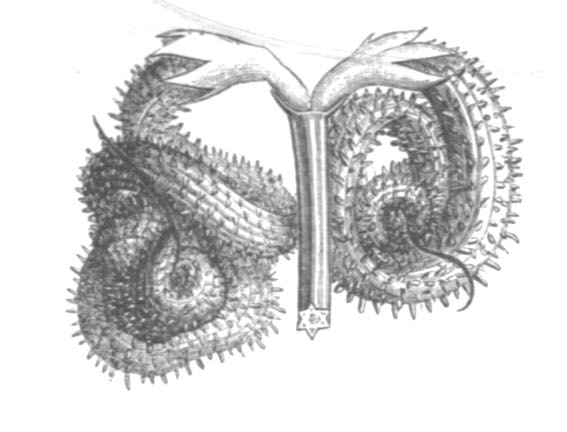
Illustration der Hülsenfrüchte des Wurmförmigen Skorpionsschwanzes (Scorpiurus vermiculatus L.)

### Vegetative Merkmale
Die Scorpiurus-Arten sind einjährige krautige Pflanzen und erreichen Wuchshöhen von bis zu 80 Zentimetern. Die Stängel sind kahl oder mit angedrückten oder abstehenden Haaren besetzt. Die Laubblätter sind einfach und haben drei bis fünf parallele Nerven. Die Nebenblätter sind frei und linealisch.

### Generative Merkmale
Die Blüten stehen einzeln oder bis zu fünft in seitenständigen köpfchenförmigen Blütenständen. Die zwittrigen Blüten sind zygomorph und fünfzählig mit doppelter Blütenhülle. Der Kelch ist glockig mit fünf gleichen Zähnen. Die Blütenkronblätter sind gelb oder etwas rötlich. Das Schiffchen ist spitz.
Die Hülsenfrucht bleibt geschlossen, ist gebogen oder verschieden verdreht, mit Rippen versehen und gewöhnlich mit Stacheln oder Warzen auf den äußeren Rippen versehen.

## Systematik und Verbreitung
Die Gattung Scorpiurus wurde durch Carl von Linné aufgestellt. Scorpiurus L. ist eine Pflanzengattung aus der Tribus Loteae in der Unterfamilie der Schmetterlingsblütler (Faboideae) innerhalb der Familie der Hülsenfrüchtler (Fabaceae).
Es gibt je nach Autor nur zwei oder drei Scorpiurus-Arten, die im Mittelmeerraum und in Vorderasien beheimatet sind:
- Stacheliger Skorpionsschwanz (Scorpiurus  muricatus L., Syn.: Scorpiurus sulcatus L., Scorpiurus minimus Losinsk.):[2][3][4] Er kommt in Südeuropa, in Nordafrika und den Kanaren[2], in Äthiopien, auf der Arabischen Halbinsel, in Westasien von der Türkei bis zum Iran, in der Ukraine und auf der Krim vor. Er ist ein Neophyt in Australien[5] und Neuseeland.[1]
- Wurmförmiger Skorpionsschwanz (Scorpiurus vermiculatus L.): Er kommt auf den Kanaren, auf Madeira, in Marokko, Algerien und Tunesien, in Portugal, Spanien, Frankreich, Italien, Griechenland, auf Sizilien, Sardinien, Korsika und Malta vor.[1]